# Casamicciola Terme
Casamicciola Terme község (comune) Olaszország Campania régiójában, Nápoly megyében.

## Fekvése
Ischia szigetének északi részén fekszik. Határai: Barano d’Ischia, Forio, Ischia, Lacco Ameno és Serrara Fontana.

## Története
A hagyomány szerint neve a Casa Nizolából (Nizola háza) ered, amely egy mozgássérült római asszony háza volt, aki úgy gyógyult meg, hogy a háza mellett folydogáló patakban nap mint nap áztatta a lábait. A patak valószínűleg a mai is álló Gurgitello-kútból eredt, amely napjainkban a sziget legnagyobb termálvizű forrása. Ennek a legendának az ábrázolása látható a címerében is. A Terme utónevet 1956-ban vette fel a város, hogy kihangsúlyozza gyógyvizeinek bőségét. A hagyományok szerint a küméi szibülla itt jósolta meg Augustusnak Krisztus eljövetelét.
Casamicciola a 17. század során alakult ki a Gurgitello-kút körül. Ekkor épült fel, a külön laikusok és külön vallási emberek számára a Pio Monte della Misericordia termálvizű központ, amelyet a 19. századig folyamatosan bővítettek. Ekkor a komplexum akár 2000 ember fogadására is képes volt főszezonban. A 19. század második felében további komplexumok épültek a Piazza Bagni (azaz Fürdők tere) környékén, amelyek által a település Európa egyik legelismertebb gyógyközpontjává vált. Ugyanekkor épült be a tengerpart környéke is, elsősorban a Piazza Maio környékén. Fejlődését derékba törte az 1883. július 28-án bekövetkezett földrengés, amely a termálvizű kutakat és egyéb épületeket a földdel tette egyenlővé.
Noha az újjáépítést gyors ütemben elvégezték, a település nem került többé vissza az európai gyógyturizmus élvonalába, inkább Nápoly és környékének lakossága látogatja mai napig is előszeretettel.

## Népessége
A népesség számának alakulása:

## Főbb látnivalói
- Sentinella-domb – amelyről csodálatos kilátás nyílik a tengerpartra és a település központjára. Itt található az egykori Bourbon Geofizikai Intézet, amelyben ma a vidék geológiáját bemutató kis múzeum kapott helyet.
- Bosco del Castiglione és Bosco della Maddalena – a Monte Rotarón található erődítmények.
- Pio Monte della Misericordia fürdőkomplexum romjai
- San Gabrielle-templom
- San Pasquale-templom
- Santa Maddalena-templom

## Gazdasága
Kerámiakészítő műhelye nevezetes. A boltokban árusított iparművészeti és ajándéktárgyaik mellett, a sziget számos lakóházát díszítik az itt készített kerámia-haszontárgyak, házszámok, névtáblák.